# Turón
Turón est une commune de la communauté autonome d'Andalousie, dans la province de Grenade, en Espagne.

## Géographie

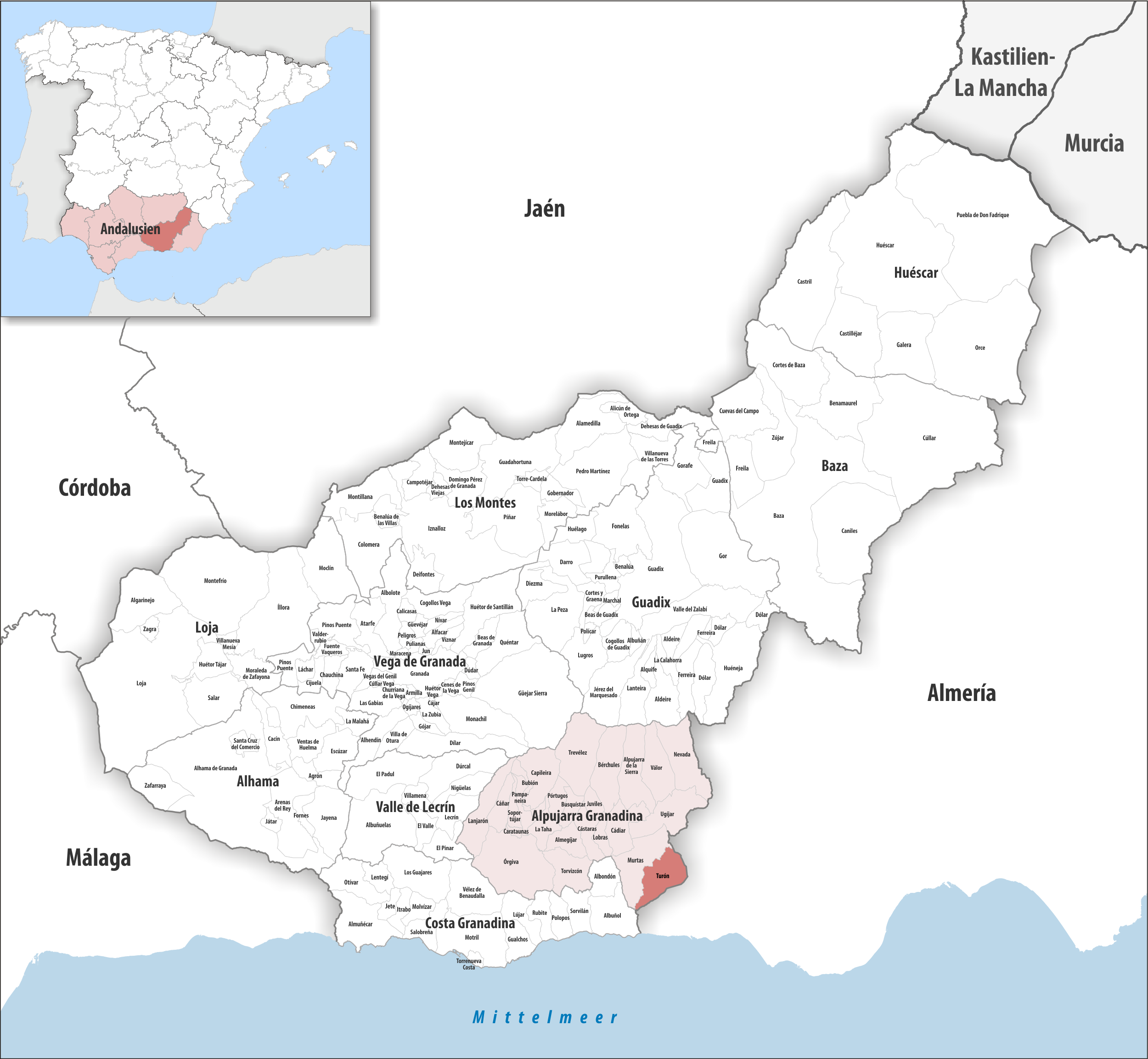
Turón dans la comarque Alpujarra grenadine, province de Grenade / en Andalousie

### Localisation
La commune de Turón se trouve au sud-sud-est de l'Espagne, dans le sud de la province de Grenade et dans le sud-est de la comarque Alpujarra grenadine (en espagnol Alpujarra Granadina). Elle jouxte deux communes de la province d'Almería : Adra au sud-est et Berja au nord-est, toutes deux dans la comarque Poniente almeriense.
Grenade est à 135 km nord-ouest ;
Almería à 84 km est ;
Madrid à 563 km nord ;
Malaga à 183 km ouest ;
Gibraltar à 320 km ouest-sud-ouest (distances par route).
Turón fait partie de l'Alpujarra, petite région entre la sierra Nevada au nord et la mer Méditerranée au sud, limitée à l'ouest par la sierra de Lujar (es) et à l'est par la sierra de Gádor.

### Hydrographie
Les cours d'eau sur la commune
Le barranco Zapata, petit fleuve côtier d'une dizaine de km de longueur, prend source sur la commune à environ 5 km au sud-ouest du bourg, au sud de la route GR-6202 ; il s'écoule vers le sud-est jusqu'à sa sortie du territoire de Turón, après quoi il coule vers le sud pour rejoindre la Méditerranée à Guainos Bajo sur la commune voisine Adra (province d'Almería).

À environ 600 m au nord de sa source mais du côté nord de la GR-6202, prend source le barranco de la Tarfias ; il s'écoule vers le nord-est, passe au nord de Turón, sort de la commune pour marquer la limite entre les communes d'Alcolea et de Berja, puis rejoint le réservoir de Benínar (es) qui est partagé entre ces deux communes ; le réservoir est essentiellement alimenté par le Grande – qui prend le nom d'Adra (es) à quelques petits kilomètres en aval du réservoir.

Le barranco de las Zorras prend source lui aussi sur la commune, devient le barranco de Turón quand il dépasse le bourg au sud, et rejoint le Grande moins de 500 m après avoir quitté le territoire de la commune.
Fenêtre de Turón
Peu après 2005, le gouvernement d'Andalousie soucieux de la gestion de l'eau a financé une étude des ressources en eau de la région. Les efforts se sont concentrés sur la zone sierra de Gádor-Ventana de Turón, qui avait déjà été l'objet de six thèses doctorales dans les années 1990 et 2000, de plusieurs dizaines d'articles divers, et d'études par l'Institut géologique d'Espagne (1977, 1998, 2003). Sujette à autant d'attention, cette zone a été équipée de sondeurs, de stations pluviométriques et de trois stations équipées de limnigraphes. Le système hydrographique local, assez complexe comme en toute zone aride et semi aride, inclut la « fenêtre de Turón » (ventana de Turón). 

Cette fenêtre de Turón est un aquifère qui se trouve presque entièrement dans la province de Grenade, mais qui se rattache aussi à la province d'Almeria en raison de son étroite relation avec le fleuve Adra, et surtout avec son réservoir de Benínar (es) ; car les fuites du barrage de ce dernier contribuent pour une bonne part à alimenter l'aquifère. Le secteur de décharge de cet aquifère est aux sources de Marbella, qui forment une anomalie géothermique positive et ont une teneur en sel relativement élevée par rapport à ce qu'étaient les eaux des matériaux équivalents dans la sierra de Gádor. 

Les matériaux aquifères dans cette unité sont les carbonates triasiques du manteau de Gádor ; en 2001 on ne sait pas avec certitude si sa continuité hydraulique latérale vient de l'ouest (sierra de Lújar) ou de l'est (sierra de Gádor). Mais on sait qu'il a une grande capacité potentielle et qu'il est un élément clé du bassin du fleuve Adra, dont le régime a été sensiblement modifié depuis l'entrée en fonction du barrage de Benínar.

## Administration
| Période                                  | Période | Identité | Étiquette | Qualité |
| ---------------------------------------- | ------- | -------- | --------- | ------- |
| N/A                                      | N/A     | N/A      | N/A       | Maire   |
| Les données manquantes sont à compléter. |         |          |           |         |

## Économie
Le travail de la terre
Dans l'Alpujarra, les terres cultivées représentent plus de 35% de l'occupation des sols. Les terres consacrées aux pâturages permanents et aux espèces forestières sont très réduites ; la culture la plus répandue est de loin le fruitier.
Vin de pays Contraviesa-Alpujarra
Cette petite région est aussi celle de l'appellation « vin de pays » (es) (Vino de la Tierra) Contraviesa-Alpujarra – une appellation remplacée en 2009 par « Cumbres del Guadalfeo » (es),. Elle fait partie d'une région viticole plus prisée qu'un simple vin de pays : le « vin de Grenade » (es), une denominación de origen protegida, équivalent espagnol de l'AOP française. 

Cependant le vignoble y représente dans la plupart des cas un pourcentage inférieur à 5 % du total des terres cultivées ; seules deux communes, Albondón et Murtas, ont plus de 20% de leurs terres cultivées occupées par des vignes. Il faut aussi préciser que les organismes officiels ont bien du mal à déterminer les quantités de vin produites, essentiellement pour deux raisons : c'est surtout une production familiale souvent non déclarée, et c'est dans une zone économiquement déprimée. Ainsi les chiffres du Censo Agrario sont généralement (mais pas toujours) notablement inférieurs à ceux donnés par le Catastro Vitivinícola ou l'Anuario Estadístico de Andalucía, parfois dans des proportions variant de 1 à 5 et même plus.